# 코먼웰스
커먼웰스(영어: commonwealth [ˈkɒmənˌwɛlθ][*])는 15세기부터 쓰인 용어다. 영어 어구 "common wealth"에서 "wealth"는, "weal"에서 유래했고, "weal"은 건강, 행복을 의미하는 지금의 "well-being"을 뜻한다.
"common wealth"는 문자 그대로 "common well-being"을 의미했다. 따라서 처음에 커먼웰스는 특정 계급이 아닌 모두의 행복을 위해 조직된 국가를 의미했다. 오늘날 커먼웰스의 뜻은 좀 더 넓어져서 정치 공동체를 의미한다. 커먼웰스가 뜻하는 정치 공동체의 종류는 다음과 같다.
- 공동의 행복을 위해, 사람들의 동의로서, 법으로 만들어진, 정치 공동체
- 여러 국가가 주체가 되는 국제기구
- 공화국
- 입헌군주제의 민주국가

## 번역의 문제
commonwealth 는 라틴어 어원의 republic과 마찬가지로 “공동(common/public)의 것(wealth/res)”을 의미하는 것으로서 공동체, 공화국이라는 뜻이다. 즉 commonwealth와 republic은 어원만 게르만/라틴으로 다를 뿐 사실 완전히 같은 뜻이다.
커먼웰스라는 말을 사용하는 대표적인 단체가 영연방이라 commonwealth를 흔히 “연방”이라고 옮기고 있지만, commonwealth 자체에는 “연방”이라는 뜻이 존재하지 않는다. 예컨대 Commonwealth of Dominica은 단방제 국가이지 연방제 국가가 아니다. Commonwealth of England도 마찬가지다.

## 국제 단체로서의 커먼웰스

### 영연방
영연방(Commonwealth of Nations), 공식 명칭 영국연방(British Commonwealth)은 과거 대영제국에서 독립해 나간 56개 독립 주권국가의 자발적인 연합이다. 영연방 소속 국가는 공화국 혹은 왕국 등 정치체제가 다양하다. 영연방 수장은 영국의 군주인 찰스 3세로, 같은 군주를 모시는 영연방 왕국 15개국의 군주이기도 하다.

### 독립국가연합
독립국가연합(Commonwealth of Independent States)은 소련의 해체 이후 독립한 구소련 국가 15개국 중 9개국의 느슨한 군사동맹체이다. 소속국은 투르크메니스탄(제휴국), 아르메니아, 아제르바이잔, 벨라루스, 카자흐스탄, 키르기스스탄, 몰도바, 러시아, 타지키스탄, 우즈베키스탄이다. 독립국가연합 회원국끼리는 일종의 경제, 국방, 외교 방면에서 협력하고 있다.

## 현재 사용처

### 오스트레일리아
시드니에서 1891년 헌법 개정안 채택 당시 오스트레일리아의 6개 왕령식민지의 연방을 설명할 때 처음으로 '커먼웰스'를 사용했다. 처음에는 일부에서 커먼웰스가 올리버 크롬웰의 공화주의와 연관되어 있다며 논란이 있었지만 이후의 헌법에서도 계속 커먼웰스라는 용어가 유지되었다. 1900년 오스트레일리아 헌법이 통과되면서 오스트레일리아 연방(Commonwealth of Australia)이라는 국호가 확립되었다. 오스트레일리아는 연방제로 연방정부와 주정부가 권력을 분점한다. 따라서 오스트레일리아에서 커먼웰스(대문자 Commonwealth)라는 단어는 Cth.라는 약칭으로 연방정부를 가리키기도 한다.

### 바하마
바하마(Commonwealth of the Bahamas)는 영연방 왕국으로 1973년 독립 직후부터 "바하마 연방"(Commonwealth of the Bahamas)이라는 국호를 사용했다.

### 도미니카 연방
도미니카 연방(Commonwealth of Dominica)은 영연방에 소속된 카리브해의 소국으로 1978년 독립 직후부터 "도미니카 연방"이라는 국호를 사용했다.

### 미국의 각 주 및 구역

#### 주
미국의 주 중 4곳이 공식적으로 스스로를 'commonwealths'라고 칭한다. 4개 주 모두 미국 독립 혁명 이전 미국 동해안의 영국령 아메리카에 속해 있었다. 따라서 일부 법률과 제도가 영미법식 관습법 체계를 따르고 있다. 그 4개 주는 아래와 같다.
- 매사추세츠주: 스스로를 커먼웰스(Commonwealth of Massachusetts)라고 칭하고 있다.[15]
- 버지니아주: 미국 독립 전쟁 이전부터 "버지니아 커먼웰스"(Commonwealth of Virginia)로 불렀으며 헌법에 커먼웰스라고 명시했다.[16]
- 켄터키주: 켄터키주 헌법에서 스스로를 "켄터키 커먼웰스"(Commonwealth of Kentucky)라고 칭하고 있다.[17]
- 펜실베이니아주: 펜실베이니아주 헌법에 스스로를 "펜실베이니아 커먼웰스"(Commonwealth of Pennsylvania)라고 칭하고 있다.[18]

#### 해외 영토
미국의 2개 해외 영토 및 직할집합체가 스스로를 커먼웰스라고 칭했다.
- 푸에르토리코(Commonwealth of Puerto Rico): 1952년 이후부터 굳어진 호칭이다.
- 북마리아나 제도(Commonwealth of the Northern Mariana Islands): 1978년 이후부터 굳어진 호칭이다.

## 역사적인 커먼웰스 사용처

### 영국
잉글랜드 연방(Commonwealth of England)은 잉글랜드 내전(English Civil War) 이후 영국 왕정을 대체하는 정치 조직의 공식 이름이었다. 1649년에서 1660년까지 올리버 크롬웰과 그의 아들, 리처드 크롬웰이 통치했다. 이것은 영어권 국가 중에서는 최초의 공화국이다. 크롬웰의 커먼웰스(The Cromwellian Commonwealth)는 구(舊)커먼웰스(the Old Commonwealth)로도 불린다.

### 아이슬란드
아이슬란드 자유국(Icelandic Commonwealth, 아이슬란드어: Þjóðveldið)은 930년 수립되어 1262년까지 존속한 국가이다.

### 필리핀
1935년에서 1946년까지 미국의 자치령으로서 필리핀 연방(Commonwealth of the Philippines)이라는 이름을 사용했다.

### 라이베리아
라이베리아는 1838년부터 1847년까지 "라이베리아 연방"(Commonwealth of Liberia)이라는 용어를 공식적으로 사용했다. 1847년 독립하고 신헌법을 제정한 후 "라이베리아 공화국"(Republic of Liberia)으로 국명을 변경했다.

## 같이 보기
- 국가 연합
- 민주주의
- 연방제